# Johann Heinrich Marzy

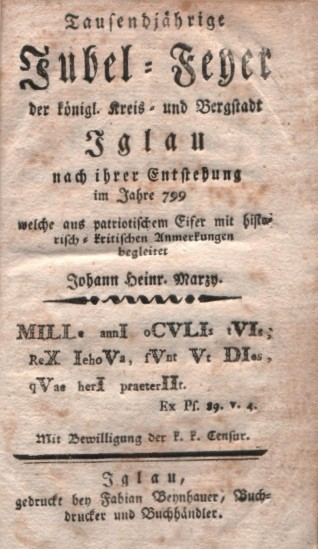
Marzy, Johann Heinrich – Tause, (1799) kniha, nakladatel: Fabian Beynhauer

Johann Heinrich Marzy (17. srpna 1722, Jihlava – 4. ledna 1800, Jihlava) byl první historik a kronikář Jihlavy a mědirytec.

## Život
Navštěvoval farní školu u sv. Jakuba a v letech 1732–1739 jihlavské jezuitské gymnázium. Byl třicet let zaměstnán jako magistrátní úředník města Jihlavy. Částečně uspořádal městský archiv, ze kterého čerpal údaje pro svou kroniku. Patřil k osvícencům a byl vystaven řadě ústrků a stíhání inkvizicí. Je považován za otce jihlavské historiografie.

## Dílo
Nejvýznamnějším dílem Johanna F. Marzy je rukopisná německy psaná Jihlavská kronika (Chronik der Konigskreis und Bergstadt Iglau).
Latinský rukopis Collectanea ad historiam urbis Iglaviae je uchován v Österreichische Nationalbibliothek Wien.
Je autorem rukopisů o některých jihlavských pamětihodnostech, např. historii tzv. městské věže farního kostela sv. Jakuba v Jihlavě v letech 1559–1740. nebo dějin význačných patricijských rodů v Jihlavě , např. rodu Riesenfelder 
Roku 1799 zorganizoval velkolepé oslavy domnělého tisíciletého výročí založení města a založil tak tradici zdejších havířských průvodů.
V Muzeu Vysočiny v Jihlavě je uchována kresba J. H. Marzy z roku 1790, která zachycuje fresku z pravé strany presbytáře v kostele Nanebevzetí Panny Marie v Jihlavě zobrazující slavnou vítěznou bitvu o Jihlavu z roku 1402 